# تشارلز ه فاهي
تشارلز ه فاهي (بالإنجليزية: Charles Fahy)‏ (و. 1892 – 1979 م) هو محام، وقاض من الولايات المتحدة الأمريكية .

## التعليم
تعلم في نوتردام.